# IC 405

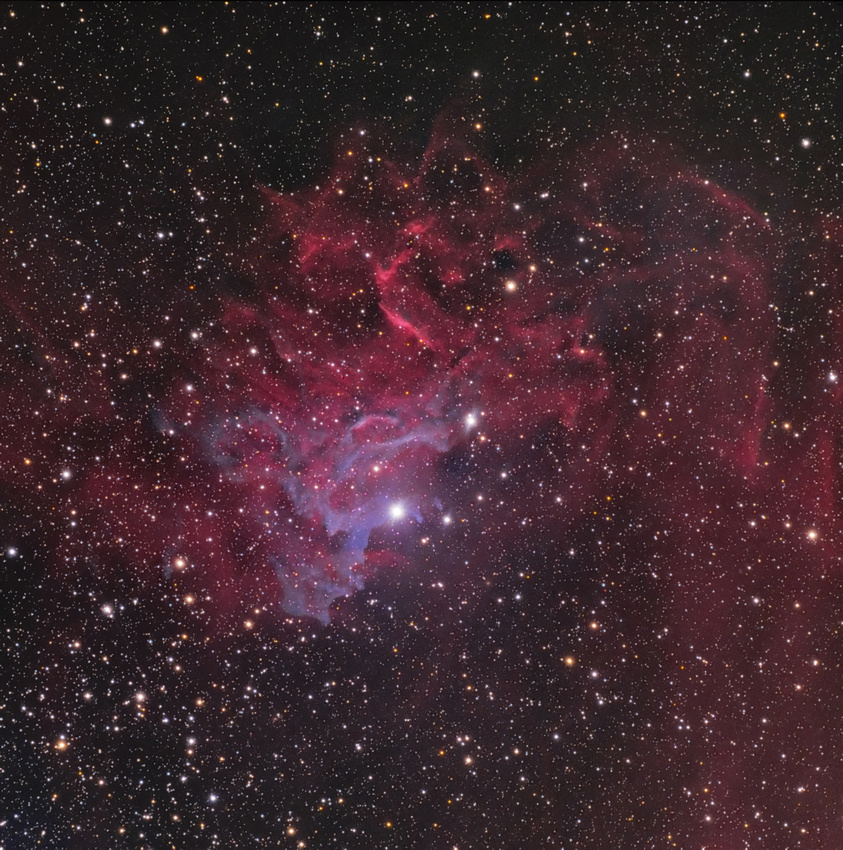
IC 405

Nebuloasa stelară Flaming, IC 405 sau Caldwell 31 este o nebuloasă din constelația Vizitiul. Poate fi o nebuloasă de emisie sau de reflexie. 